# Agulhes deth Montardo
Les Agulhes deth Montardo són unes crestes que formen la carena que ascendeix per la cara nord-oest del Montardo, pic de 2.833,8 metres d'altitud dels Pirineus Centrals, a la comarca de la Vall d'Aran. Es troben en el terme de Naut Aran, prop del límit amb el terme de Vall de Boí, de l'Alta Ribagorça.